# Laculataria
Laculataria es un género de polillas tortrícidas perteneciente a la tribu Eucosmini, de la subfamilia Olethreutinae, orden Lepidoptera. Fue descrito por Razowski y Wojtusiak en 2006.

## Especies
- Laculataria asymmetra Razowski y Wojtusiak, 2006
- Laculataria chlorochara Razowski y Wojtusiak, 2006
- Laculataria chondrites Razowski y Wojtusiak, 2006
- Laculataria nigroapicata Razowski y Wojtusiak, 2006
- Laculataria splendida Razowski y Wojtusiak, 2009